# Faruk Gül (cầu thủ bóng đá)
Faruk Gül (sinh ngày 15 tháng 8 năm 1988 ở Steinfurt, Đức) là một tiền vệ bóng đá người Đức gốc Thổ Nhĩ Kỳ thi đấu cho FC Schaffhausen ở Swiss Challenge League.